# 古川村 (福岡県)
古川村（ふるかわむら）は、福岡県八女郡にあった村。現在の筑後市の一部。

## 地理
矢部川中流の右岸に位置していた。

## 歴史
- 1889年（明治22年）4月1日 - 町村制の施行により、下妻郡溝口村、北長田村、久恵村、鶴田村、新溝村が合併して村制施行し、古川村が発足[1][2]。
- 1896年（明治29年）4月1日 - 郡の統合により八女郡に所属[1][3]。
- 1954年（昭和29年）4月1日 - 八女郡羽犬塚町、水田村、岡山村（一部、前津・長浜）と合併して筑後市を新設し廃止された[1][2]。